# Robert Heriot Barclay

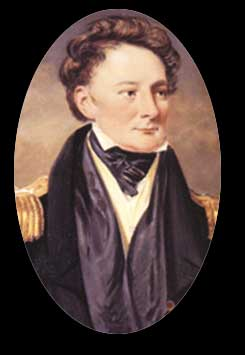
Robert Heriot Barclay

Robert Heriot Barclay (* 18. September 1786 in Kettle, Schottland; † 8. Mai 1837 in Edinburgh) war ein britischer Marineoffizier der Napoleonischen Kriege und des Kriegs von 1812 mit den Vereinigten Staaten.

## Leben
Robert Heriot Barclay, der Sohn eines schottischen Pfarrers, trat als Elfjähriger in die Royal Navy ein und diente als Midshipman zunächst auf der Fregatte Anson, später auf Lord Nelsons Flaggschiff, dem Linienschiff Victory, und wurde 1805 zum Lieutenant auf dem Linienschiff Swiftsure befördert. Auf ihm nahm er an der Schlacht von Trafalgar teil und rettete 170 Besatzungsmitglieder des französischen Linienschiffs Redoutable, das schwer beschädigt vor den Briten kapituliert hatte und im auf die Schlacht folgenden Sturm sank. Als zweiter Offizier der Fregatte Diana zeichnete er sich 1808/1809 mehrfach im Kampf aus und verlor im November 1809 bei einem Bootsangriff auf einen französischen Konvoi seinen linken Arm. In der Folge diente er auf kleineren Fahrzeugen, bis er Anfang 1813 nach Kanada versetzt wurde. Im Mai übernahm er zunächst provisorisch das Amt eines Kommandeurs der Marine auf den Großen Seen und erhielt nach der Ankunft des neuen Oberbefehlshabers Sir James Lucas Yeo das Kommando über die Flotte auf dem Eriesee. Yeo hatte die Position zunächst William Howe Mulcaster übergeben wollen, der sie aufgrund der ungünstigen Umstände jedoch ablehnte.
Bei seiner Ankunft in Amherstburg im August 1813 fand Barclay eine äußerst schwierige Situation vor. Zwar besaß er mit seiner Flotte, zu der das Flaggschiff HMS Queen Charlotte (16 Kanonen) und einige kleinere Fahrzeuge gehörten, noch die Übermacht über die Amerikaner unter Captain Oliver Hazard Perry. Er litt jedoch unter einem massiven Mangel an Nachschub, Waffen, Ausrüstungsgegenständen und ausgebildeten Seeleuten, teilweise auch deshalb, weil sich Yeo, der sich ein Wettrüsten mit den Amerikanern auf dem Ontariosee lieferte, keine Verstärkungen an ihn abgeben konnte. Perry standen genug Ressourcen zur Verfügung, um durch den verstärkten Bau von Schiffen den britischen Vorsprung einzuholen, und er verfügte über genügend Mannschaften, um sie zu besetzen. Ein von Barclay und Major-General Henry Procter geplanter Angriff auf Perrys Basis in Erie kam nicht zustande, weil Major-General Francis de Rottenburg, der Kommandeur auf der Niagara-Halbinsel, sich weigerte, Verstärkungen zu schicken. Die Amerikaner konnten deshalb ungestört die Briggs USS Niagara und USS Lawrence (jeweils 20 Kanonen) fertigstellen und auf diese Weise die Übermacht gewinnen. In derselben Zeit bauten die Briten lediglich die Brigg HMS Detroit (20 Kanonen). Ein weiterer erheblicher Nachteil für Barclay war die Überlegenheit der amerikanischen Artillerie, die insgesamt wesentlich besser mit großkalibrigen Geschützen ausgestattet war. Am 30. Juli musste Barclay die Blockade der US-Flottenbasis aufgeben und sich an die kanadische Küste des Sees zurückziehen.
Da die Versorgungslage der britischen Truppen in Detroit und Amherstburg sowie ihrer indianischen Verbündeten unter Tecumseh immer dramatischer wurde, blieb dem von Procter unter Druck gesetzten Barclay schließlich nichts anderes übrig, als den Kampf trotz der ungünstigen Voraussetzungen zu wagen und damit im Fall eines Sieges eine Nachschubroute über den See zu öffnen. Am 9. November lief er in Amherstburg aus, am 10. September traf er in der Put-in-Bay auf Perrys Schwadron und griff sie an. In der folgenden Schlacht auf dem Eriesee erwies sich Barclay nach dem Urteil des Marinehistorikers und späteren US-Präsidenten Theodore Roosevelt als der bessere Taktiker und konnte die Amerikaner in erhebliche Schwierigkeiten bringen. Das gegnerische Flaggschiff USS Lawrence wurde zum Wrack geschossen und musste die Flagge streichen, da vier Fünftel seiner Besatzung tot oder verwundet waren. Den von Perry schließlich in den Kampf geworfenen Reserven hatte er jedoch nichts mehr entgegenzusetzen, so dass seine Schiffe nach einem erbitterten und sehr verlustreichen Kampf die Flagge streichen mussten. Damit war erstmals in der Geschichte der Royal Navy ein Flottenverband komplett in feindliche Hände gefallen. Die Niederlage hatte weitreichende Folgen für den Verlauf des Krieges, da sie Procter zwang, Detroit und Amherstburg zu räumen, und dadurch indirekt auch dessen desaströse Niederlage auf dem Rückzug in der Schlacht am Thames River herbeiführte. Mit diesen beiden Niederlagen endeten die Kampfhandlungen auf dem westlichen Kriegsschauplatz weitgehend.
Barclay, der in der Schlacht zweimal schwer verwundet worden war und den Gebrauch seines verbliebenen Arms durch Schrapnellwunden weitgehend verloren hatte, kam bald aus der Kriegsgefangenschaft frei und kehrte nach England zurück; seine Beförderung zum Commander war bereits im November 1813 von der Admiralität bestätigt worden, und 1815 bewilligte man ihm wegen seiner schweren Verwundungen eine Pension von jährlich 200 Pfund. Bei seinem Kriegsgerichtsverfahren wurde er ehrenhaft freigesprochen und für seinen Mut und seine Umsicht belobigt. Am 11. August 1814 heiratete er Agnes Cosser aus Westminster, mit der er mehrere Kinder hatte. Angeblich soll er ihr nach der Schlacht auf dem Eriesee unter Hinweis darauf, dass er nun ein Krüppel sei, die Auflösung des Verlöbnisses angeboten haben, was sie mit der Bemerkung abgelehnt habe, solange noch derselbe Geist in dem Körper wohne, wolle sie ihn heiraten. Aus der Ehe gingen acht Kinder hervor.
Trotz seines ehrenhaften Freispruchs erhielt Barclay in den folgenden Jahren keine Verwendung mehr – ob wegen der Niederlage auf dem Eriesee, seiner Verwundung oder aufgrund der allgemeinen Demobilisierung der Royal Navy, lässt sich nicht eindeutig klären. Ab 1822 bemühte er sich um ein neues Kommando. 1824 erhielt er für einige Monate das kleine Kriegsschiff HMS Infernal und schließlich auch die Beförderung zum Post-Captain, nahm aber kurz darauf seinen Abschied. Bis zu seinem Tod 1837 lebte er in Edinburgh, wo er als der „einarmige Kapitän“ stadtbekannt war.